# Josef Švejk (politik)
Josef Švejk (9. června 1865 Svatá Kateřina – 18. listopadu 1939 Svatá Kateřina) byl rakouský a český politik, na počátku 20. století poslanec Říšské rady.

## Biografie

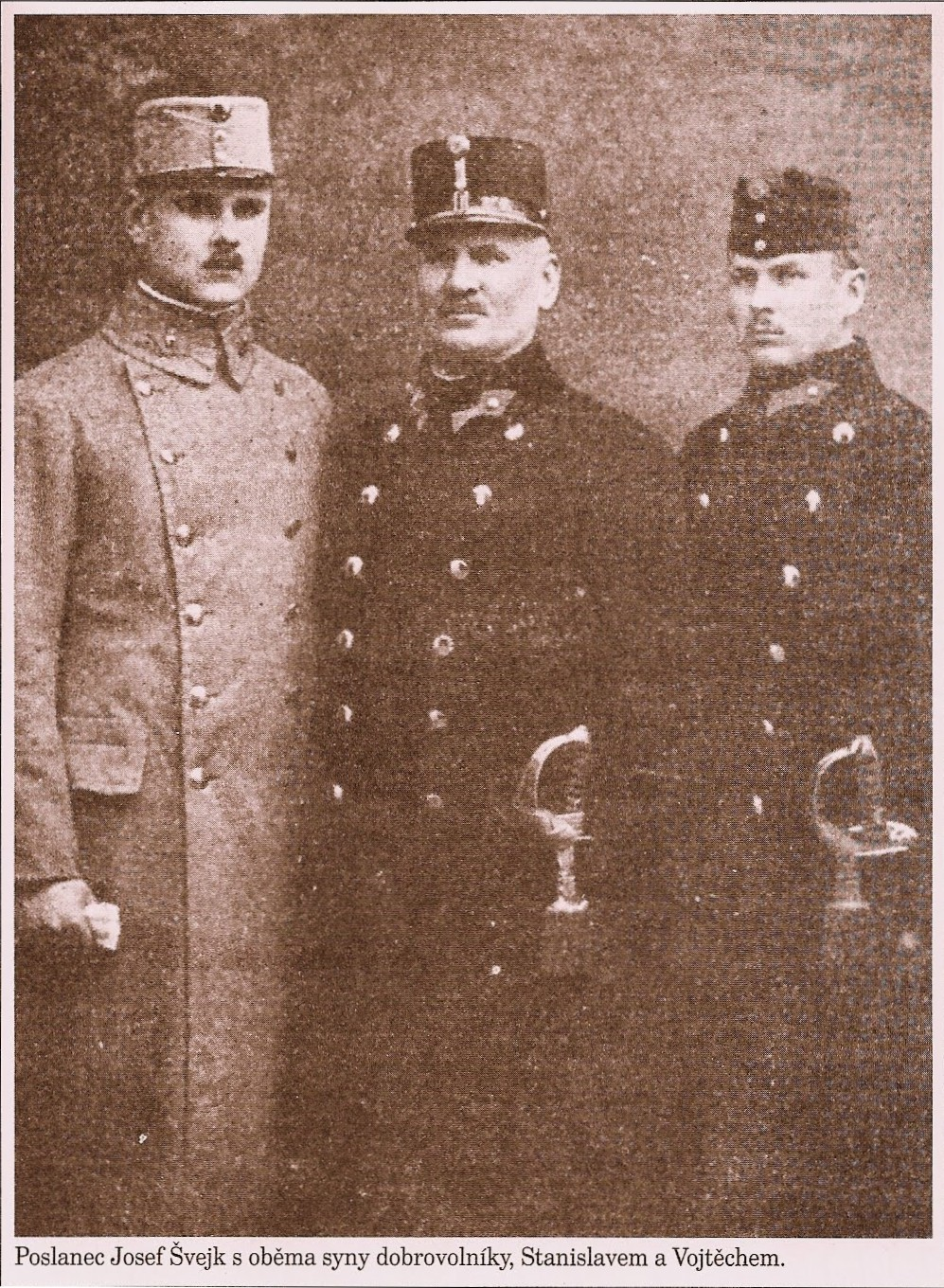
Poslanec Josef Švejk se syny Stanislavem a Vojtěchem

Vystudoval vyšší reálnou školu v Kutné Hoře a českou zemědělskou akademii v Praze. Sloužil v armádě a dosáhl hodnosti poručíka v záloze. Byl starostou rodné Svaté Kateřiny u Kutné Hory. Byl místopředsedou zemědělského spolku v Kutné Hoře a členem okresního zastupitelstva. Později zastával funkci okresního starosty. Byl autorem odborných publikací z oblasti zemědělství.
Na počátku 20. století se zapojil i do celostátní politiky. Ve volbách do Říšské rady roku 1907, konaných poprvé podle všeobecného a rovného volebního práva, se stal poslancem Říšské rady za obvod Čechy 58. Usedl do poslanecké frakce Klub českých agrárníků. Ve volbách do Říšské rady roku 1911 mandát za tento obvod obhájil. K roku 1911 se profesně uvádí jako majitel zemědělského hospodářství.
Počátkem 20. let se uvádí coby předseda správní rady rolnického akciového cukrovaru v Ovčárech. Napsal tehdy publikaci o dějinách českého řepařství a cukrovarnictví. Zemřel v listopadu 1939.